# Federico Fazio
Federico Julián Fazio (* 17. März 1987 in Buenos Aires) ist ein argentinischer Fußballspieler, der auch die italienische Staatsbürgerschaft besitzt.

## Karriere

### Verein
Fazio debütierte 2005 für Ferro Carril Oeste in der argentinischen Primera B Nacional. Im Januar 2007 wechselte er zum  FC Sevilla. In der Rückrunde der Saison 2006/07 kam er dort nur für die zweite Mannschaft zum Einsatz, mit der er in die Segunda División aufstieg. Am 25. August 2007 beim Spiel gegen den FC Getafe wurde er erstmals in der Primera División eingesetzt. Am 7. Mai 2008 erzielte er beim Ligaspiel gegen Racing Santander sein erstes Tor für den FC Sevilla. In den Spielzeiten 2007/08 und 2009/10 erreichte er mit dem FC Sevilla jeweils das Achtelfinale der Champions League, in dem man gegen Fenerbahçe Istanbul bzw. ZSKA Moskau ausschied. 2010 gewann er mit dem FC Sevilla die Copa del Rey sowie 2014 die UEFA Europa League.
Am 27. August 2014 wechselte Fazio in die Premier League zu Tottenham Hotspur. Er unterschrieb einen Vierjahresvertrag bis zum 30. Juni 2018. Im Februar 2016 kehrte Fazio auf Leihbasis nach Sevilla zurück. Nach Ablauf der Leihe an Sevilla wurde er weiter an die AS Rom verliehen. Im Anschluss verpflichtete die AS ihn fest. In Rom verbrachte der Verteidiger in Summe über fünf Jahre, bevor er sich im Januar 2022 US Salernitana anschloss.

### Nationalmannschaft
Fazio gewann bei der U-20-WM 2007 den Weltmeistertitel und wurde beim olympischen Fußballturnier 2008 Olympiasieger. Am 1. Juni 2011 kam er zu seinem ersten Einsatz für die argentinische Fußballnationalmannschaft, als er beim Freundschaftsspiel gegen Nigeria in der Startaufstellung stand.
Fazio stand im Kader der Nationalmannschaft Argentiniens für die WM 2018 in Russland.

## Erfolge
- Spanischer Supercupsieger: 2007
- Olympiasieger: 2008
- Spanischer Pokalsieger: 2010
- UEFA-Europa-League-Sieger: 2014, 2016